# Enlightenment (Doctor Who)
Pour les articles homonymes, voir Enlightenment.
Enlightenment (Illumination) est le cent-vingt-septième épisode de la première série de la série télévisée britannique de science-fiction Doctor Who. Dernier épisode de la « trilogie du Gardien Noir » il fut originellement diffusé sur la BBC en quatre parties du 1er au 9 mars 1983.

## Accroche
Le Docteur et ses compagnons, Tegan et Turlough rencontrent un groupe d'immortels se déplaçant dans des navires flottant dans l'espace et sur lesquels se trouvent des humains enlevés à travers le temps. Turlough reçoit des ordres du Gardien Noir lui ordonnant de tuer le Docteur.

## Distribution
- Peter Davison — Le Docteur
- Janet Fielding — Tegan Jovanka
- Mark Strickson — Vislor Turlough
- Valentine Dyall — Le Gardien Noir
- Cyril Luckham — Le Gardien Blanc
- Keith Barron — Striker
- Christopher Brown — Marriner
- Lynda Baron — Wrack
- Leee John — Mansell
- James McClure — le premier officier
- Tony Caunter — Jackson
- Clive Kneller — Collier

## Résumé
Guidé par des interférences laissées par le Gardien Blanc et le Gardien Noir, le TARDIS se matérialise dans ce qui semble être un navire de l'ère Victorienne. Le Docteur décide de quitter le vaisseau avec Turlough, en laissant Tegan à l'intérieur. En discutant avec les marins, ils découvrent que l'équipage n'a pas vraiment de souvenir de la raison pour laquelle ils ont été engagés, juste que le navire est engagé dans une sorte de course. Quittant le TARDIS, Tegan rencontre Marriner, le second du capitaine qui lui offre de rejoindre ses amis, tandis que le Docteur et Turlough tombent sur le capitaine Striker. Dans la cabine de commandement du navire, le Docteur voit que la carte maritime semble indiquer des planètes du système solaire. C'est alors que Marriner appuie sur des boutons semblant anachronique et que le paysage s'ouvre à eux. Le navire flotte dans l'espace au milieu d'autres vaisseaux déguisés en navires antiques : une trirème grecque, un vaisseau pirate du XVIIe siècle et d'autres vaisseaux, semblant être propulsés par les vents solaires.
Le Docteur découvre que les officiers de l'équipage se nomment les Éternels et sont des êtres qui disent vivre "au milieu de l'immensité de l'éternité" à l'opposé du Docteur et de ses compagnons qui sont nommés "les Éphémères." Le trirème explosant, le Docteur suspecte un sabotage. Tegan se sentant mal, Marriner l'amène dans une cabine qui contient des effets personnels venant du TARDIS ainsi que de son appartement de Brisbane et réalise que Marriner lit dans son esprit. Le Docteur découvre que les Éternels vivent à travers les Éphémères et utilisent leurs pensées et leurs idées : ils se nourrissent de l'esprit humain pour vivre. Le prix de leur course est "L'Illumination" ce qui équivaut à la sagesse de l'univers entier.
Les Éternels découvrent le TARDIS et le font disparaître. Piégés sur le vaisseau, le Docteur et ses compagnons montent sur le pont mais Turlough en proie aux voix du Gardien Noir se jette du pont et se retrouve dans l'immensité spatiale. Il est sauvé par le vaisseau du Capitaine Wrack, une femme pirate dont le vaisseau est composé de corsaires. Après avoir offert une épée à l'un de ses adversaires, elle invite l'équipage du vaisseau du Docteur à venir dans le sien. Marriner, Tegan et le Docteur se retrouvent au milieu d'une fête, pendant que Turlough enquête et découvre que la chambre d'aspiration du vaisseau permet de détruire les bateaux adverses. Pour cela, Wrack a juste besoin d'une perle qu'elle place en tant que piège, souvent dans des cadeaux offerts aux autres compétiteurs. Alors que le Docteur découvre ce stratagème, Wrack cache une de ces perles dans la couronne portée par Tegan.
Afin de rester sur le vaisseau de Wrack, Turlough accuse le Docteur d'être un espion. Alors que le Docteur, Tegan et Marriner retournent à leur vaisseau, Wrack découvre que Turlough lui ment. Toutefois, celui-ci lui assure que tous deux servent le Gardien Noir. Wrack s'apprête alors à détruire le vaisseau de ses adversaires, mais le Docteur s'étant douté de quelque chose, a réussi à détruire la perle à temps. Pourtant malgré cela, Wrack parvient tout de même à arriver la première. À l'arrivée, le Gardien Noir et le Gardien Blanc se tiennent avec l'Illumination, sous la forme d'un joyau brillant. Ils la proposent au Docteur, selon eux, le seul vainqueur de l'épreuve, mais celui-ci refuse ce qui renvoie les Éternels à l'intérieur de leurs limbes. Il est proposé à Turlough d'avoir une partie du joyau, ce qui lui permettra de retrouver sa planète, au prix de la vie du Docteur. Celui-ci refuse, ce qui fait disparaître le Gardien Noir. Pour le Docteur, l'illumination n'était pas le joyau, mais les choix afin de l'avoir.

### Continuité
- C'est le dernier épisode d'une trilogie intitulé "la trilogie du Gardien Noir" commencé avec Mawdryn Undead et Terminus.
- C'est la première réapparition du Gardien Blanc depuis The Armageddon Factor. Ni lui, ni le Gardien noir, ni les Éternels ne reviendront dans la série[1]. Ces derniers sont tout de même mentionnés par le Docteur lorsqu'il parle du vide entre les dimensions dans L'Armée des ombres.
- Le Docteur change la branche de céleri de sa veste par une autre trouvée dans le banquet du capitaine Wrack. La précédente venant de Castrovalva, il est intéressant de voir que chacune d'entre elles semble venir d'un monde imaginaire, ce qui expliquerait pourquoi elles ne pourrissent pas.